# Songs for Polarbears
Songs for Polarbears is het eerste studioalbum van de Schotse rockband Snow Patrol en de tweede officiële uitgave bij een platenlabel na de in 1997 verschenen ep Starfighter Pilot. Het album verscheen op 31 augustus 1998.

## Achtergrondinformatie
Het is opgenomen in 1996 en 1997 in de Chamber Studios te Edinburgh, Schotland. De albumtitel is een verwijzing naar de vroegere bandnaam, "Polar Bear". De band moest echter haar naam veranderen in verband met een andere band dat met een gelijkende naam in de Verenigde Staten werkte. In 1998 en 1999 zijn er vier singles uitgebracht ter promotie van het album: Little Hide, One Hundred Things You Should Have Done in Bed, Velocity Girl/Absolute Gravity en Starfighter Pilot.
In 2006 werd het album in een herziene versie opnieuw uitgebracht met extra nummers. Dit zorgde ervoor dat het album opnieuw in groten getale verkrijgbaar was en kreeg hierdoor de gouden status in het Verenigd Koninkrijk.

## Tracklist
Alle teksten zijn geschreven door Lightbody, alle muziek is geschreven door McClelland/Lightbody/Quinn.
| Nr. | Titel                                          | Duur  |
| --- | ---------------------------------------------- | ----- |
| 1.  | Downhill from Here                             | 03:23 |
| 2.  | Starfighter Pilot                              | 03:19 |
| 3.  | The Last Shot Ringing in My Ears               | 04:26 |
| 4.  | Absolute Gravity                               | 02:45 |
| 5.  | Get Balsamic Vinegar... Quick You Fool!        | 03:27 |
| 6.  | Mahogany                                       | 02:46 |
| 7.  | NYC                                            | 04:27 |
| 8.  | Little Hide                                    | 02:41 |
| 9.  | Make Up                                        | 02:12 |
| 10. | Velocity Girl                                  | 04:37 |
| 11. | Days without Paracetamol                       | 03:32 |
| 12. | Fifteen Minutes Old                            | 03:08 |
| 13. | Favourite Friend                               | 02:46 |
| 14. | One Hundred Things You Should Have Done in Bed | 02:11 |

| Nr. | Titel                                                                     | Duur  |
| --- | ------------------------------------------------------------------------- | ----- |
| 15. | I Could Stay Away Forever                                                 | 04:28 |
| 16. | Sticky Teenage Twin                                                       | 02:08 |
| 17. | Holy Cow                                                                  | 01:54 |
| 18. | When You're Right, You're Right (Darth Vader Bringing In His Washing Mix) | 03:31 |

Marketplace (03:48) staat als een verborgen track achter One Hundred Things You Should Have Done in Bed op zowel de Britse versie als de Amerikaanse.
| Nr. | Titel                                                                     | Duur |
| --- | ------------------------------------------------------------------------- | ---- |
| 15. | Sticky Teenage Twin                                                       | 2:08 |
| 16. | Limited Edition                                                           | 2:33 |
| 17. | Jj                                                                        | 1:47 |
| 18. | My Last Girlfriend                                                        | 2:59 |
| 19. | T.M.T.                                                                    | 2:51 |
| 20. | I Could Stay Away Forever                                                 | 4:28 |
| 21. | When You're Right, You're Right (Darth Vader Bringing In His Washing Mix) | 3:31 |
| 22. | Raze the City                                                             | 4:20 |
| 23. | Riot, Please                                                              | 2:52 |

Alle bonusnummers stonden als B-kant op de singles van het album.
| Lijst              | Aanbieder(s) | Piek | Verkoop | Certificatie | Bron  |
| ------------------ | ------------ | ---- | ------- | ------------ | ----- |
| Irish Albums Chart | IRMA         | 90   | n/b     |              |       |
| UK Albums Chart    | BPI/OCC      | 143  | 100.000 | Goud         | [ 4 ] |

## Medewerkers
Snow Patrol:
- Gary Lightbody: Gitaar, vocalen, keyboard, muziek, teksten
- Mark McClelland: basgitaar, keyboard, muziek
- Jonny Quinn: drum, muziek

Overig:
- Jamie Watson: producer
- Tom Simpson: scratching op Absolute Gravity
- Richard Colburn: drum, keyboard op Starfighter Pilot
- Isobel Campbell: vocalen op NYC
- Fraser Simpson: gitaar op Days without Paracetamol